# 早坂七星
早坂 七星（はやさか ななせ、1997年11月19日 - ）は日本の女優、声優、元アイドル。女性アイドルグループ・少女閣下のインターナショナル、ラップアイドルユニット・ライムベリーの元メンバー。RiceShowerProject所属。東京都出身。

## 略歴
2015年、少女閣下のインターナショナルに加入。「福円 もち」（ふくまる もち）を名乗る。
2016年7月8日、少女閣下のインターナショナル活動休止。同年7月25日「DJ OMOCHI」としてライムベリー加入。同年ミスiD2017のファイナリストに進出。
2019年5月31日、ライムベリー解散。6月より本名の早坂七星名義に戻し、声優を目指して活動。6月18日より「ここプロ」を開始。応募のあった中から3作品を制作・発表。
2019年8月31日・9月1日、タイ・ナコーンラーチャシーマー県で開催された「JAPAN WEEK NAKON RATCHASIMA」に出演。オリジナル曲「息切れシューティングスター」も披露した。
2020年4月3日、元少女閣下のインターナショナルの里咲りさが代表を務めるフローエンタテイメントに所属することが里咲より発表された。2021年9月25日からエージェント契約へ。
2022年4月11日、RiceShowerProject所属となり「5人の七星」というプロジェクトをスタート。

## 出演

### 舞台
- 劇団コラソン「ユルネバ NO TOKYO,NO LIFE.」（ワーサルシアター八幡山劇場、2019年8月15日 - 8月18日）
- 劇団コラソン「先輩かっけ〜っす！」（コラソンゲート（駿河台下スタジオ）、2019年10月18・25日、11月1日）
- 劇団やりたかった「レタスとわたしの秘密の時間」（参宮橋トランスミッション、2019年11月13日 - 11月25日）
- 劇団やりたかった「お子さんといっしょに見るお芝居『次の役はなんですか？』」（参宮橋トランスミッション、2020年1月28日 - 2月2日）

### スマートフォンアプリ
- ゴシックは魔法乙女〜さっさと契約しなさい!〜（ケイブ、2015年 - ）

### インターネット動画
- 「【エルダイスの地図】100日応援美女動画」（2014年）[10]

### ミュージックビデオ
- 里咲りさ「シャイガール戦争」（2015年）
- 里咲りさ「S!NG」（2017年）

## 作品

### 書籍
- 福の市〜招き猫のおすそわけ〜（2018年3月、こむぷれっくす。）[11]

### CD
- 「息切れシューティングスター」（2019年8月31日）
- 『予告ボイスCD by ヨネコ[Yoneko] & 早坂七星[Hayasaka Nanase]』（2019年10月27日）

### 楽曲参加
- 電影と少年CQ「月世界旅行」（アルバム『クロニックデジャヴのピクチャーショウ』収録）※活弁[12]

### 『ここプロ』
イラスト：涼木千鶴、詩：からすやまるい
- 第一作『寂しくて眠れない人へ』（2019年7月20日）[13]
- 第二作『動物と話せる子供』（2019年7月27日）[14]
- 第三作『ブランコ』（2019年9月14日）[15]